# Enric Cera Buxeda
Enric Cera Buxeda   (Barcelona, 20 de febrer de 1882 - Barcelona, 30 d'octubre de 1958) fou un farmacèutic i metge català, a més d'un empresari esportiu relacionat amb l'automobilisme.

## Biografia

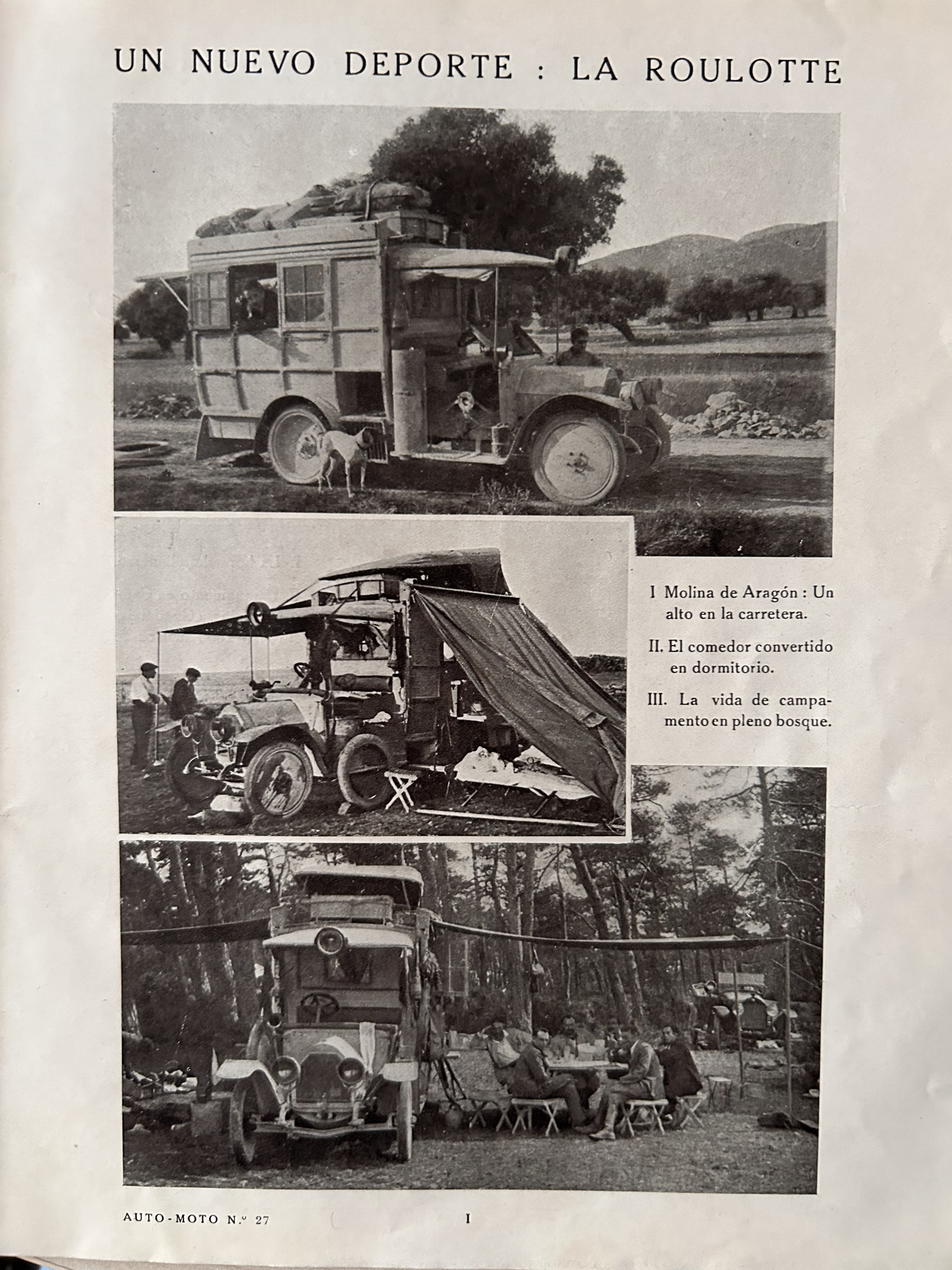
La roulotte d'Enric Cera en una revista del RACC de 1920

Va néixer al carrer dels Banys Nous de Barcelona, fill d'Ildefons Cera i Cercós, nascut a Montgai, i d'Antònia Buxeda i Palau, natural de Barcelona. Es va casar amb Anna Carreras i Valls, amb qui va tenir quatre fills: Enric, Anna, Antònia i Maria Lluïsa.
President de la junta rectora de l'Automòbil Club Barcelona, el 1906 fou un dels principals promotors de la seva transformació en el Reial Automòbil Club de Catalunya (RACC), entitat de la qual fou soci fundador i n'ocupà la presidència de 1926 a 1929. El 1948 en fou designat soci d'honor. També fou pioner en la pràctica de l'autocaravàning: el 1920 feu la primera excursió documentada amb una ambulancia que es transformava en habitatge.
Va encarregar a l'arquitecte Enric Sagnier la construcció de la Torre Enric Cera (1914) de Barcelona, d'estil noucentista. També va ser propietari del Castell de Can Jalpi d'Arenys de Munt.
Va fundar el 1936 l'empresa farmacèutica Laboratoris Cera, de la qual va ser director tècnic i gerent i a la qual també treballava el seu fill Enric Cera Carreras (†1958). L'empresa fou adquirida el 1971 per la societat Madaus-Cerafarm SA, passant a denominar-se Laboratori Madaus-Cerafarm. Fou president de l'Agrupació de Laboratoris Farmacèutics de Barcelona.